# Antonín Červinka
Antonín Červinka (20. ledna 1926 - ???) byl český a československý ekonom, politik Komunistické strany Československa, poslanec České národní rady a Sněmovny národů Federálního shromáždění na počátku normalizace.

## Biografie
Ve školním roce 1956/1957 se uvádí jako vedoucí katedry politické ekonomie na Právnické fakultě Univerzity Karlovy. Od roku 1955 byl docentem politické ekonomie. V 60. letech 20. století zasedal v takzvané barnabitské komisi, která řešila nápravu některých křivd období stalinismu. V jejím rámci působil v odborné skupině, která se zabývala otázkou česko-slovenských vztahů a ekonomického vývoje obou částí republiky. V roce 1968 publikoval články na téma ekonomických souvislostí česko-slovenského soužití.
Po federalizaci Československa usedl v lednu 1969 do Sněmovny národů Federálního shromáždění. Do funkce ho nominovala Česká národní rada, kde rovněž zasedal. Ve federálním parlamentu setrval do konce funkčního období, tedy do voleb roku 1971. Získal i vládní post. Ve vládě Stanislava Rázla a vládě Josefa Kempného a Josefa Korčáka byl v letech 1969-1971 místopředsedou vlády České socialistické republiky.
Na přelomu let 1969-1970 zasedal v zvláštní komisi při vládě ČSSR, která měla řešit revizi ústavního zákona o federalizaci Československa. V česko-slovenských státoprávních vztazích pak došlo k omezení pravomocí republik.
Jeho bratr Karel Červinka byl ředitelem nakladatelství Mladá fronta. Krátce poté, co Antonín Červinka opustil českou vládu, byl bratr Karel zbaven své ředitelské funkce. I během 80. let 20. století se veřejně angažoval. V roce 1987 například vystoupil jako jeden z hostů v diskuzním pořadu Spravedlnost pro všechny, který připravila Československá televize.
Po roce 1989 se dál politicky angažoval. V komunálních volbách roku 1998 a znovu v komunálních volbách roku 2002 byl zvolen zastupitelem městské části Praha 13 za KSČM. Je tehdy uváděn jako důchodce. V roce 2002 se podílel jako jeden z přednášejících na diskuzi pořádané Klubem ekonomů blízkým KSČM na téma Sociální a důchodové zabezpečení - zdroje a rizika, kde vystoupil s projevem na téma Sociální doktrína pro Českou republiku.